# Saint-Offenge
Saint-Offenge è un comune francese, situato nel dipartimento della Savoia della regione dell'Alvernia-Rodano-Alpi.
Saint-Offenge è stato istituito il 1º gennaio 2015, dalla fusione dei comuni di Saint-Offenge-Dessous e Saint-Offenge-Dessus.